# Pintor Goltyr
El Pintor Goltyr fue un pintor de vasos áticos del estilo de las figuras negras. Estuvo activo en el segundo cuarto del siglo VI a. C. Es bien conocido por su trabajo en las ánforas tirrenas. Principalmente pintaba animales, a menudo con cabezas más bien bulbosas.